# Mohamed Koné
Mohamed Déba Koné (Abidjan, 29 marzo 1981) è un cestista ivoriano naturalizzato francese.